# Lez (Prizren)
Pour les articles homonymes, voir Lez.
Lez en albanais et Lez en serbe latin (en serbe cyrillique : Лез) est une localité du Kosovo située dans la commune/municipalité de Prizren et dans le district de Prizren/Prizren. Selon le recensement kosovar de 2011, elle compte 2 habitants, tous les deux albanais.
Le village est également connu sous le nom de Les.

## Démographie

### Évolution historique de la population dans la localité
| 1948 | 1953 | 1961 | 1971 | 1981 | 1991 | 2011 |
| ---- | ---- | ---- | ---- | ---- | ---- | ---- |
| 172  | 169  | 206  | 280  | 373  | 441  | 2    |

|  |